# セオリツ溶岩円頂丘
セオリツ溶岩円頂丘（セオリツようがんえんちょうきゅう、英: Seoritsu Farra）は、金星の最大の溶岩円頂丘群である。アルファ地域に位置する。

## 概要

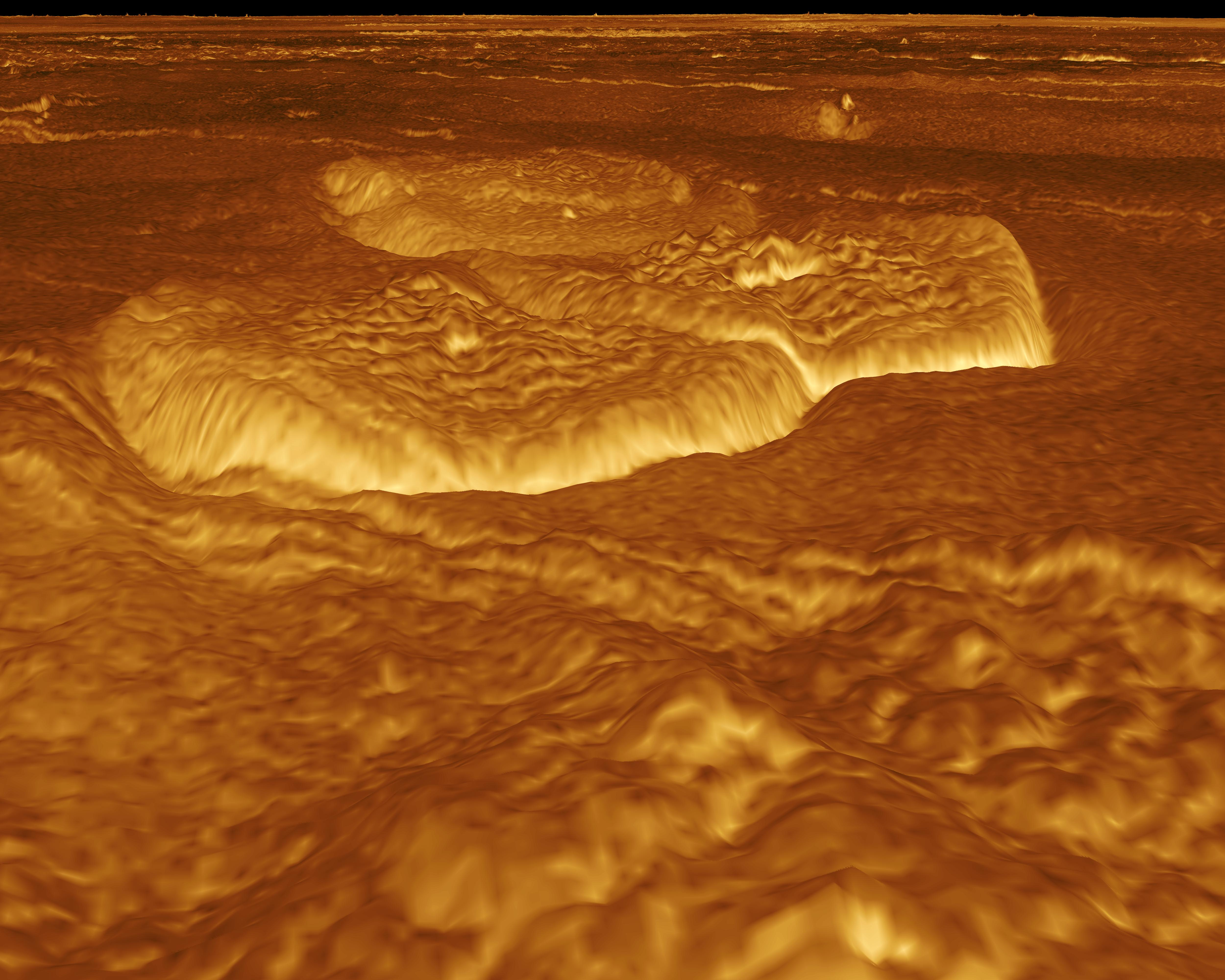
セオリツ溶岩円頂丘の3D地形図

セオリツ溶岩円頂丘は7つの溶岩円頂丘から構成されている。最大高さはいずれも750m未満で、全体の直径は230km、それぞれの頂丘の直径は22.5-25.3kmである。全体としては金星で最大であるものの、個別の頂丘の直径では、エイストラ地域のカルメンタ溶岩円頂丘により大きな直径60km規模の頂丘が2つ存在している。
頂丘はアルファ地域よりも古くに形成された可能性があるが、形成時期が新しい4つの溶岩円頂丘と、古い3つとその周辺地形では、差異があるはずである。
名前は日本神話の祓戸四神の一柱瀬織津姫に由来する。